# Quint NATO
Il Quint, in italiano Quintetto, è un gruppo decisionale informale composto dagli Stati Uniti d'America e dal G4  (Francia, Germania, Italia e Regno Unito). Opera come una sorta di "Consiglio" finalizzato a discutere orientamenti e indirizzi e a valutare preventivamente decisioni che sono all'ordine del giorno ufficiale di varie entità, soprattutto nella NATO, ma anche nell'OCSE e nel G7/G20.
Gli Stati Uniti, la Francia e il Regno Unito sono «stati dotati di armi nucleari», mentre la Germania e l'Italia hanno programmi di condivisione di armi nucleari.

## Storia
L'idea di un asse trilaterale sulle questioni di politica estera fu proposta dal presidente francese Charles de Gaulle ai suoi omologhi britannico e americano, il cosiddetto «piano Fouchet». Tuttavia, questo piano non è mai stato attuato. Riunioni con questo obiettivo ebbero luogo intorno al 1980 tra i ministri degli esteri di questi tre paesi e la Germania Ovest, anche se furono in gran parte simboliche e non portarono a nessuna decisione reale. Il Quint nella sua forma attuale sembra essere iniziato come il Gruppo di Contatto escludendo la Russia. Oggi, i leader del Quint discutono tutti i principali argomenti internazionali partecipando a videoconferenze o incontrandosi in vari forum come la NATO, l'OSCE, il G20 e l'Organizzazione delle Nazioni Unite. Il Quint si incontra anche a livello ministeriale e di esperti. I paesi del Quint insieme a Russia e Cina partecipano insieme alle discussioni globali come nel caso siriano, hanno dichiarazioni congiunte e incontri come nel caso del Libano.